# Goldenport Park Circuit
Il Goldenport Park Circuit è un autodromo che si trova presso la cittadina cinese di Jinzhanxiang. 

## Storia
Progettato dall'australiano Michael McDonough, il circuito è stato inaugurato nel 2001 ed ha ospitato varie edizioni del China Circuit Championship e del China Superbike Championship. Nel 2011 è stato impiegato dal campionato FIA GT1 come circuito di riserva dal momento che l'autodromo di Curitiba era inagibile. Nel 2014 è stato inserito nel campionato World Touring Car Championship.

## Struttura
Il circuito comprende anche un'area riservata alle corse per fuoristrada, un cinema, un motel e l'Auto Mail, una zona per la compravendita di automobili nuove ed usate. In totale il percorso è lungo 2,4 km e dispone di 25 box e due tribune. È stato omologato dalla fia come circuito di tipo 4.